# Musée archéologique Arkéos
Le musée-parc archéologique Arkéos se situe sur le territoire des communes de Douai et Râches, sur la rive droite de la Scarpe. Il est ouvert au public depuis le 21 juin 2014.

## Le projet
La communauté d'agglomération du Douaisis a formé le projet de construire un Musée-Parc dénommé ARKEOS et composé d'un musée archéologique et d'un parc de reconstitutions d'habitats médiévaux.

### Conception
Les lauréats du concours sont l'équipe Trace architectes (architecte Thierry Castelain), muséographe 2.26 (Cécile Subra), le bureau d’études Bérim, Energelio HQE et Osmose paysagiste.
Les aides à maitrise d'ouvrage sont TW ingénierie pour la qualification HQE et Histoire de… pour la muséographie.

### Réalisation
La première tranche de travaux porte sur l'ensemble musée et une passerelle qui relie le musée et le parc de reconstitutions.
Les travaux commencent en octobre 2012, avec une ouverture prévue pour mai/juin 2014.
La seconde tranche comporte l'engagement des travaux du parc avec notamment la réalisation des premiers bâtiments reconstruits, débutant à l’automne 2014.
Le programme des reconstitutions se poursuivra ensuite au fur et à mesure des années.

## Arkéos: un musée et un parc
Arkéos s'appuie sur deux pôles, un musée et un parc de reconstitutions archéologiques. Deux espaces pour un objectif commun : proposer une interprétation de l'histoire d'un territoire et de ceux qui l'ont modelé.

### La partie musée
200 000 ans d'histoire
À l'image d'un voyage dans le temps, le musée vous emmène à la rencontre des hommes et femmes vivant sur notre territoire depuis la préhistoire jusqu'à nos jours. L'exposition permanente explore au fil d'un parcours chronologique la vie quotidienne de nos ancêtres, l'habitat, les activités et l'évolution du paysage.
La présentation de films, de maquettes, la présence de bornes multimédias et d'éléments tactiles offrent une découverte ludique et interactive des collections adaptées à tous les publics (adultes, enfants, personnes aveugles et malvoyantes...).
Les collections proviennent en partie du fonds ancien du musée de la Chartreuse de Douai. La particularité tient dans l'enrichissement de ce mobilier par les découvertes réalisées à l'occasion des fouilles menées de 1970 à 2002 par le service archéologique municipal de Douai, en partenariat avec l'association Arkéos puis par la Direction de l'archéologie préventive de Douaisis Agglo. Présenté partiellement au musée d'archéologie, rue Saint-Albin, jusqu'en 2010, ce patrimoine unique sur l'histoire du Douaisis bénéficie avec Arkéos d'une muséographie modernisée.
Le planétarium Orionis est inauguré juste à côté le 13 mai 2023,.

#### L'exposition permanente

##### 1 500 objetsexposés
Fondé peu après la Révolution, le musée de Douai possédait d'abondantes collections archéologiques. Celles-ci furent fortement endommagées par les bombardements de 1944 et le musée se réinstalla, en 1958, dans l'ancien couvent des Chartreux. Réorganisé en 1980 à l'initiative de la ville de Douai, il exposait les découvertes les plus récentes faites sur le territoire par le service archéologique municipal, aidé par une association répondant au nom... d'Arkéos ! Cette association qui joua un rôle important pour l'archéologie du Douaisis, donne tout naturellement son nom au nouveau musée.
La section archéologique du musée de la Chartreuse a fermé ses portes en 2010 et les collections ont été mises en dépôt, par la ville de Douai, à la Communauté d'agglomération du Douaisis. Le musée Arkéos rassemble donc les collections archéologiques de la ville de Douai, quelques documents des archives municipales, la plupart des monnaies qui étaient conservées à la bibliothèque municipale de Douai et les découvertes archéologiques mises au jour, ces dernières années par les archéologues de Douaisis Agglo.
Arkéos accueille ainsi près de 1 500 objets (en céramique, os, verre, pierre...) de la Préhistoire jusqu'au Moyen Âge témoignant de la vie quotidienne de nos ancêtres et leur environnement.

#### Les expositions temporaires
Une à deux fois par an, une nouvelle exposition temporaire met en avant une époque, une thématique permettant de (re)découvrir le patrimoine archéologique des Hauts-de-France.

##### Néandertal fait son chaud
200 000 ans de changements climatiques et culturels - Du 25 novembre 2023 au 7 juillet 2024

##### An mil et une briques
Du 15 juillet au 15 octobre 2023

##### Les dessous du verre
Les artisans verriers de l’âge du fer à nos jours - Du 26 novembre 2022 au 02 juillet 2023

##### La vie de château!
Maisons de seigneurs au Moyen Âge - Du 18 septembre 2021 au 3 juillet 2022

##### Vers l'Infini et l'Au-delà Regards sur les pratiques funéraires chez les Gallo-romains
Du 1er décembre 2019 au 4 juillet 2021

##### Destination Lune
Du 15 avril au 1er octobre 2019

##### Vous avez un message!
Écrire en bref, du graffiti antique au SMS - Du 7 avril 2018 au 6 janvier 2019

##### Rahan
La Préhistoire revisitée - Du 18 mars au 5 novembre 2017

##### Permis de construire
Matériaux et chantiers de construction dans le Nord du Moyen Âge à la révolution industrielle - Du 16 septembre 2016 au 26 février 2017

##### L'Atrébate
Ce Gaulois de l'Artois - Du 15 janvier au 16 mai 2016

##### Sous les fondations d'Arkéos
Les potiers médiévaux du Pont-à-Râches - Du 19 juin au 27 décembre 2015

##### Le haut Moyen Âge dans le nord de la France
Des Francs aux premiers comtes de Flandre, de la fin du IVe au Xe siècle - Du 17 janvier au 2 juin 2015

### La partie parc
Accessible depuis le musée par la passerelle enjambant la Scarpe, le parc archéologique est entièrement consacré au Moyen Âge et plus particulièrement à la période du haut Moyen Âge (VIe – XIe siècles). Il s’agit d’un espace de plein air dans lequel sont reconstitués des bâtiments anciens, sur la base des traces et vestiges découverts lors de fouilles archéologiques. Sur près de 75 000 m2, vous y découvrirez des reconstitutions de bâtiments, d’autres en cours de construction, des espaces paysagers, une aire de spectacle...

#### Le portus
La première agglomération de Douai au tournant de l'an Mil
Réalisé à partir des fouilles de La Fonderie à Douai dans les années 70, le portus est la reconstitution de l’agglomération proto-urbaine de Douai au Xe siècle, un quartier fortifié destiné à protéger et à contrôler le commerce sur la Scarpe, dont les principales activités étaient le commerce et l’artisanat. A la même époque, selon le même scénario, naissent les agglomérations similaires de Lille, Lens, Valenciennes, Saint-Omer, Courtrai, Gand, Bruges, Anvers... C'est une spécificité du Nord-Ouest de l'Europe que l'on ne retrouve pas ailleurs en France.
Le portus est constitué de plusieurs parcelles jointives, closes de clayonnages et organisées perpendiculairement au cheminement principal menant au portail fortifié. Chaque parcelle accueillera plusieurs bâtiments et installations annexes : maison d’habitation, épiers (greniers), granges, bâtiments d’artisans, silos et fosses.
Ce projet d’archéologie expérimentale a pour finalité la découverte de l’environnement et la vie quotidienne à cette époque, notamment les techniques traditionnelles de construction du haut Moyen Âge d’après les relevés archéologiques et les sources historiques.

#### La motte féodale
La résidence fortifiée du comte de Flandre
Les Xe et XIe siècles voient apparaître et se multiplier dans les villes et les campagnes quantité de châteaux en bois appelés " mottes " avec talus en terre, fossés, donjon en bois, porte fortifiée et aménagements annexes (grenier, ferme, résidence seigneuriale, chapelle...). Au centre de ce dispositif fortifié, protégé par plusieurs palissades, le donjon sert à la fois de résidence seigneuriale et d'ultime réduit défensif.
La « motte castrale » du parc archéologique reconstituera la résidence fortifiée du comte de Flandre dans sa ville de Douai, vers 987, d'après les relevés des fouilles archéologiques réalisées dans quartier de « La Fonderie » à Douai. Cette motte, entourée d'une palissade percée d'un portail, constitue la partie seigneuriale : la haute cour.
Par ailleurs, la basse-cour, située en contrebas de la motte, sera également entourée d'un large fossé et protégée par un talus surmonté d'une palissade. À l'intérieur seront restitués des granges, une chapelle et quelques ateliers d’artisans. Cet ensemble sera réalisé sur la base des plans de fouilles régionales (Cuincy, Ecaillon, Bugnicourt).

#### L'abbaye
La vie monastique au IXe siècle.
Entre le VIIe et le Xe siècle, un grand nombre d'abbayes sont fondées dans la région. Outre la diffusion du christianisme, elles contribuent à l'essor économique agricole et commercial, à la transmission et à la diffusion du savoir et de la culture écrite.
Près de Douai, les fouilles archéologiques de Wandignies-Hamage ont révélé l'aspect d'un petit monastère féminin de cette époque. Dans son état du IXe siècle, il servira de modèle à la reconstitution proposée sur le parc avec une église en pierre de 26,50 m de long pour 8,50 m de large et un cloître en bois formant un quadrilatère de 23 m de côté. L'abbaye sera jouxtée par un jardin médiéval.

### La taverne (XIesiècle)
La Taverne est la reconstitution d’un habitat rural du haut Moyen Age, un bâtiment typique du Nord-Ouest de l'Europe, centre d'une exploitation consacrée à l'agriculture et à l'élevage, généralement appelé « Grande Ferme » (maison longue, long house en anglais, langhus en norrois). Ces vastes constructions de bois sont présentes du IXe au XIe s. sur tout le littoral de la Mer du Nord, de la Normandie à la Norvège. Des fouilles récentes ont montré leur existence dans notre région sur le littoral flamand (région de Saint-Omer et de Dunkerque), mais aussi à l'intérieur des terres, autour de Douai (Dechy, Estrées).
Celle-ci accueille depuis juillet 2021 des clients pour leur faire découvrir la cuisine médiévale

## L'investissement
L'investissement est de 11,2 millions d'euros dont 8,5 millions pour la construction, investissement aidé à hauteur de 3 millions par la région et de 1,5 million par le département. Le cout de fonctionnement annuel est basé sur un déficit de 400 000 euros pour un accueil prévisionnel de 40 000 visiteurs par an.

## La Direction d'archéologie préventive du Douaisis
En 1971, un service d'archéologie est créé à Douai. Cinq ans plus tard, en 1976, l'association La Société Archéologique de Douai voit le jour pour devenir l'association Arkéos.
Le transfert de compétence se fait en 2002 vers la communauté d'agglomération du Douaisis. Cette dernière dispose d'un service d'archéologie préventive, le plus important de France en 2007 avec près de 100 personnes pluridisciplinaires utilisant des outils de pointe : archéologues, céramologues, archéo-anthropologues, archéo-zoologues, topographes, conservateurs et restaurateurs. Ce service dispose alors d'un laboratoire d'analyses physiques et de caractérisation des matériaux ainsi que d'un laboratoire de conservation et de restauration du mobilier archéologique, avec l'appui de techniques telle que la microscopie polarisant, la radiographie ou la microscopie électronique à balayage environnemental.
Après un plan drastique de réduction des effectifs entre 2014 et 2015, assorti de transferts de personnels, de nombreux licenciements ou de non reconductions de contrats, la Direction de l'Archéologie préventive est réduite à 21 personnes en 2016

## Collections

### Historique
Le musée de Douai est établi à la Révolution et contenait de riches fonds d'archéologie, d'ethnographie et de sciences naturelles.
Il fut lourdement touché lors d'un bombardement en 1944, entrainant la destruction des bâtiments et de ces collections.
Le musée des Beaux-Arts est ouvert en 1958 à la Chartreuse de Douai. Les collections d’archéologie et de sciences naturelles sont placées en 1976 dans une maison de maître du XIXe siècle, rue Saint-Albin, le musée des sciences naturelles et d'archéologie de Douai.
La collection d’archéologie est cédée en 2010 à la Direction d’archéologie préventive du Douaisis pour installation dans le Musée archéologique Arkéos.

### Contenu
Le musée présentera 1500 objets des collections archéologiques du fonds ancien de la ville de Douai et des fouilles réalisées par la Communauté d'agglomération du Douaisis, sur son territoire mais aussi sur les territoires voisins.
- le Cœur d'Anne de Lens est un reliquaire en plomb retrouvé au cours de fouilles archéologiques à Douai, avec une inscription manuscrite et gravée, protégeant un cœur embaumé.

## L'éléphant de la Mémoire

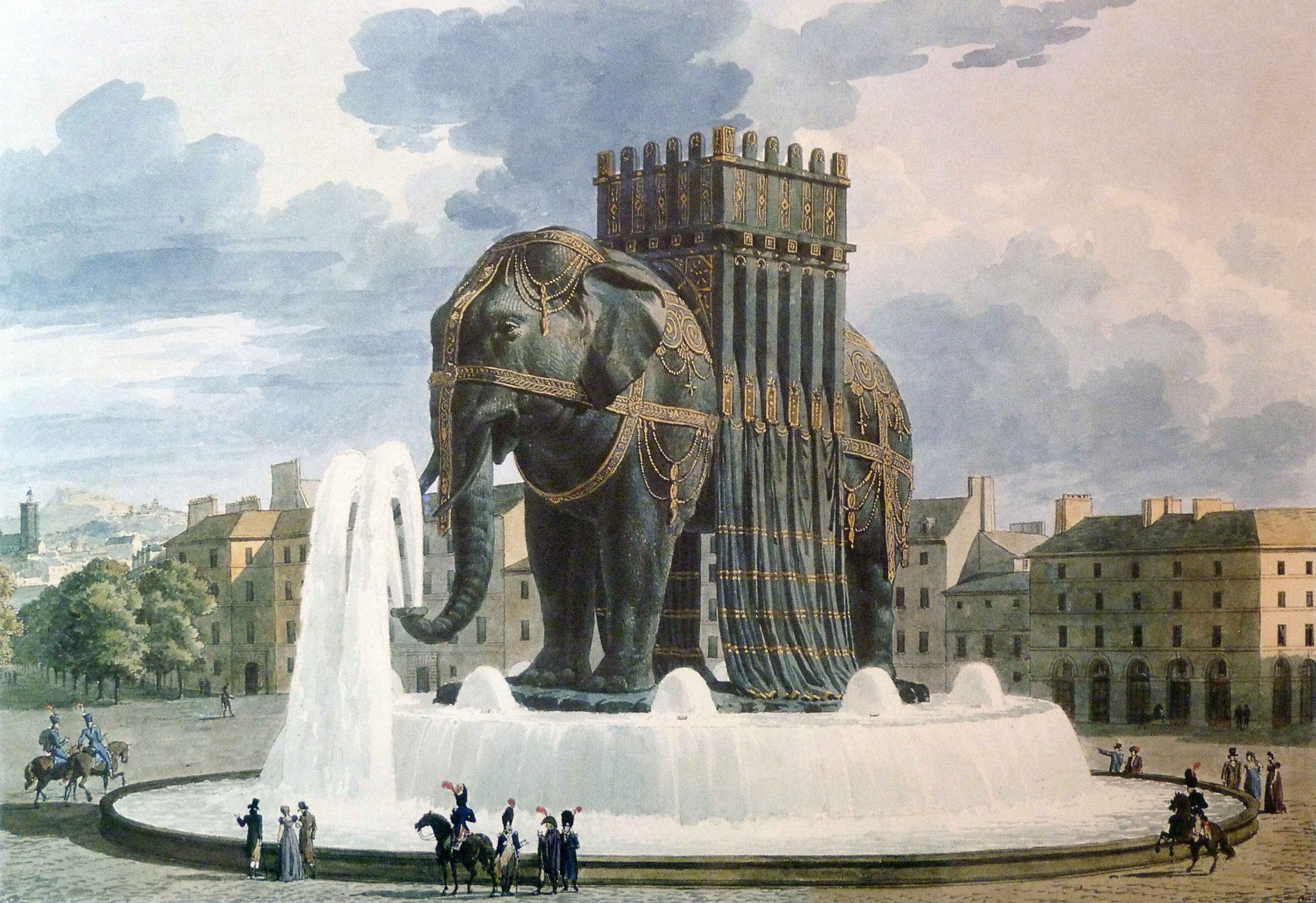
Éléphant de la Bastille

Le projet d'accueillir à Arkéos en 2015 L'éléphant de la Mémoire est proposé en 2014. Cette construction en résine fait référence au projet de Fontaine-éléphant, voulu par Napoléon Ier pour la Place de la Bastille. Il s’arrêta au stade de la maquette en 1814, date de son abdication.
Le dispositif démontable est réalisé par le Conseil départemental du Nord pour le bicentenaire de la Révolution française en 1989. Cet éléphant haut de dix mètres de haut et long de treize mètres abrite en son ventre une salle de projection d'une vingtaine de places.
Devant les coûts associés à l'installation du pachyderme dans la parc archéologique, le projet est annulé en 2015, la ville de Maubeuge acceptant alors d'installer l'éléphant de la Mémoire sur son zoo.

## Photothèque
Parmi 2500 objets présentés de nombreuses mises en situation sont évoquées par des maquettes de bâtiments disparus.

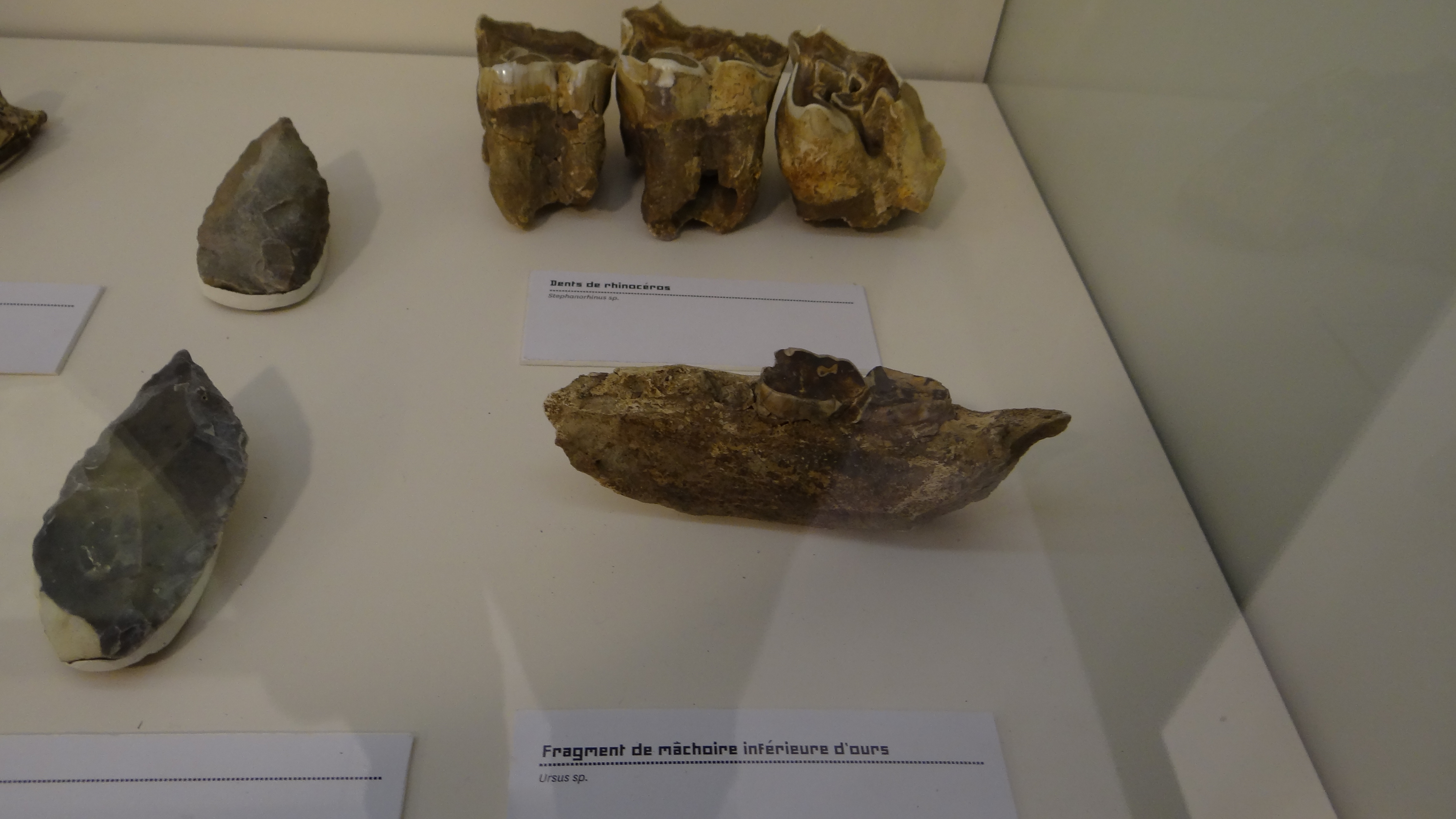
Biache-Saint-Vaast - Rhinocéros et ours
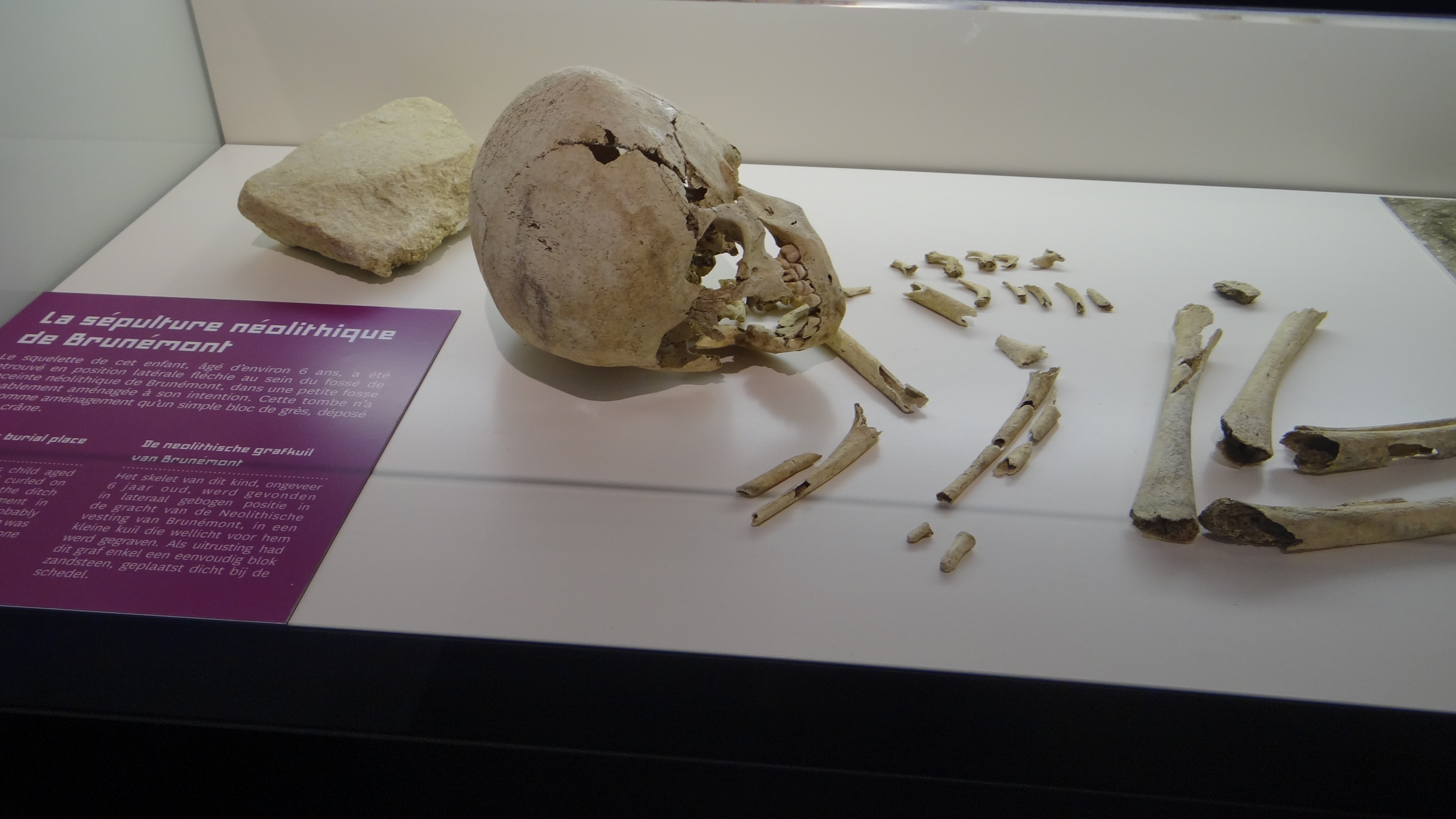
Brunémont - sépulture néolithique
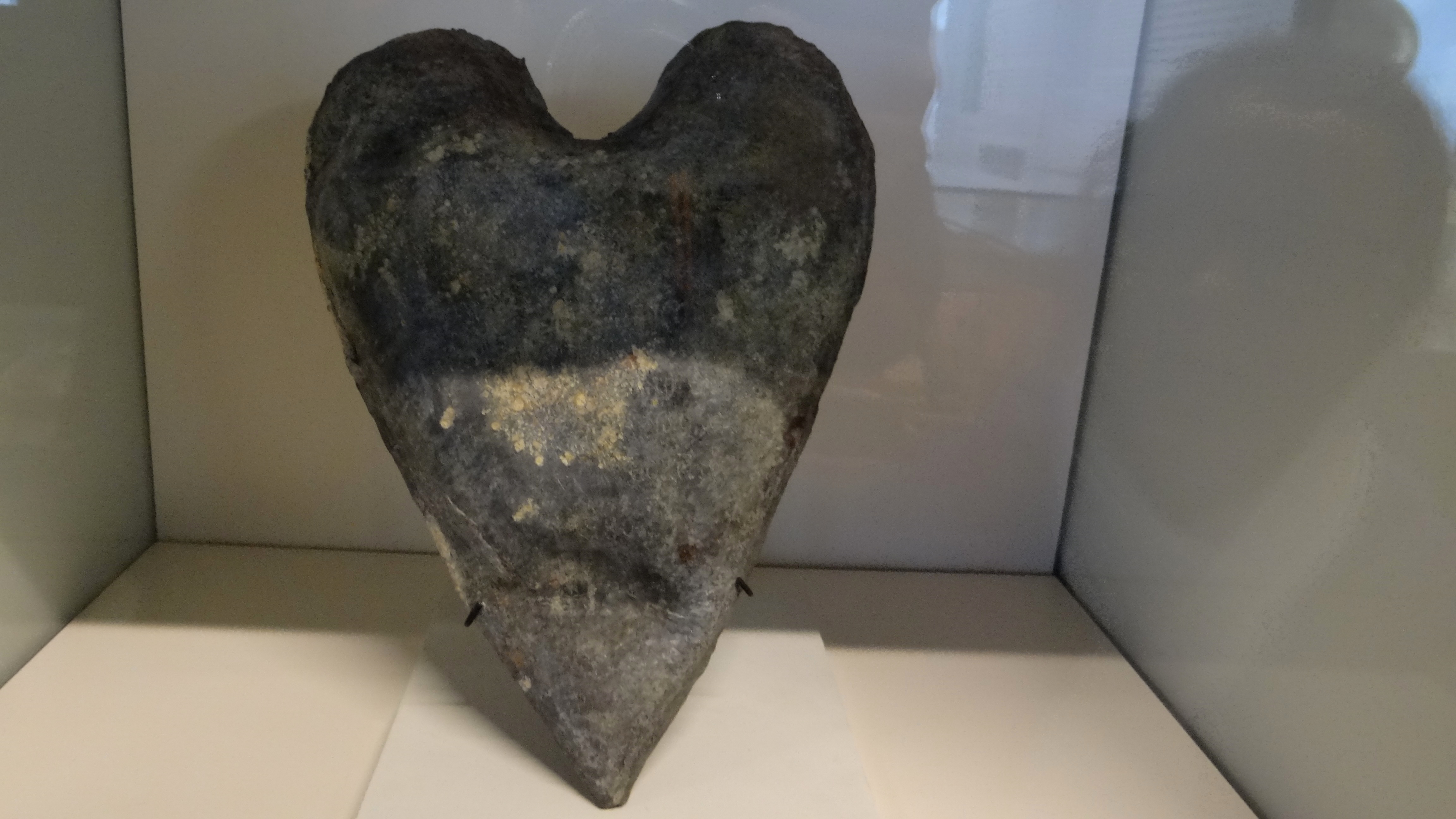
Douai - Place Carnot -Cœur d'Anne de Lens
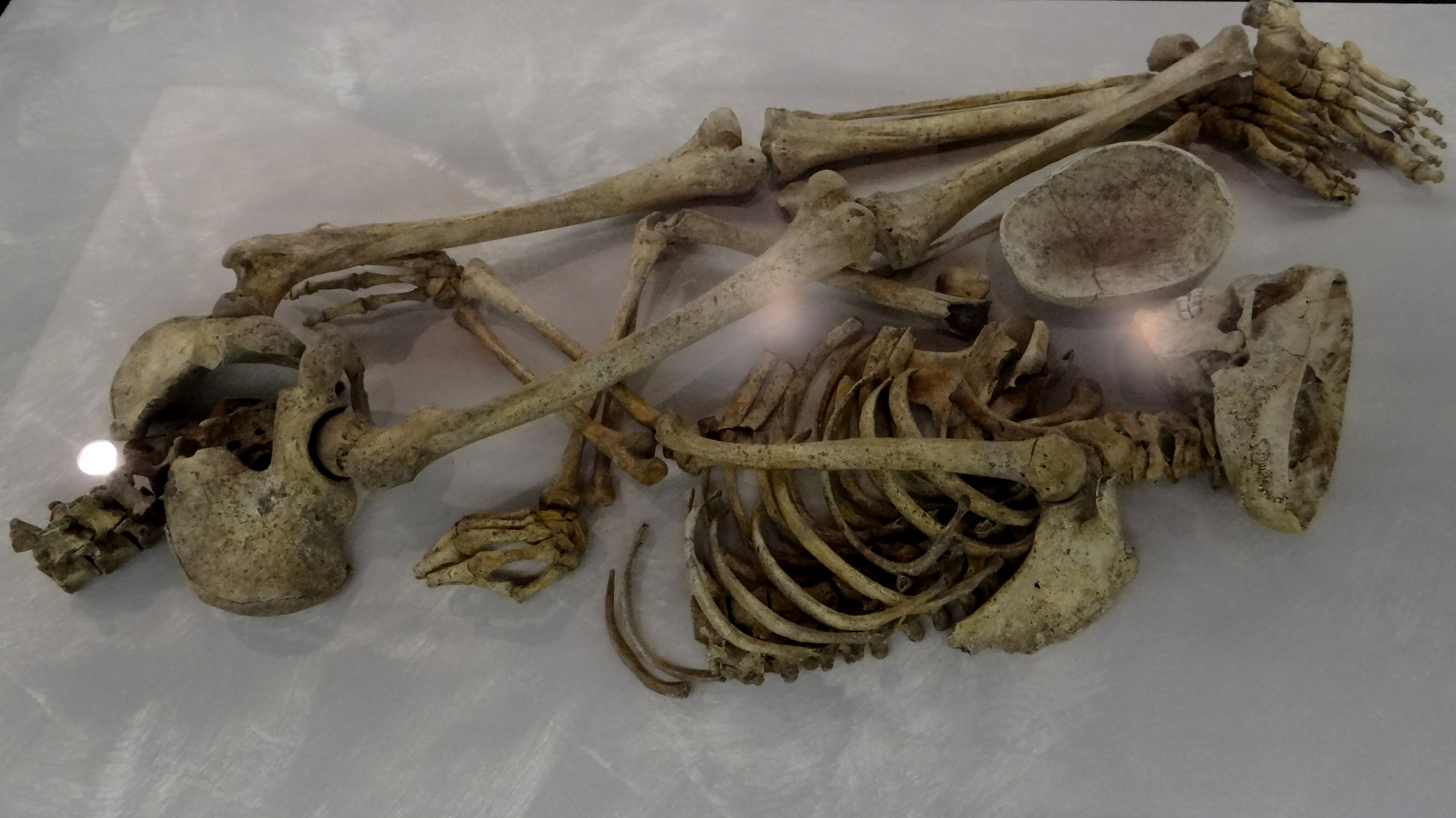
Douai - Sépulture de l'Église Saint-Jacques de Douai
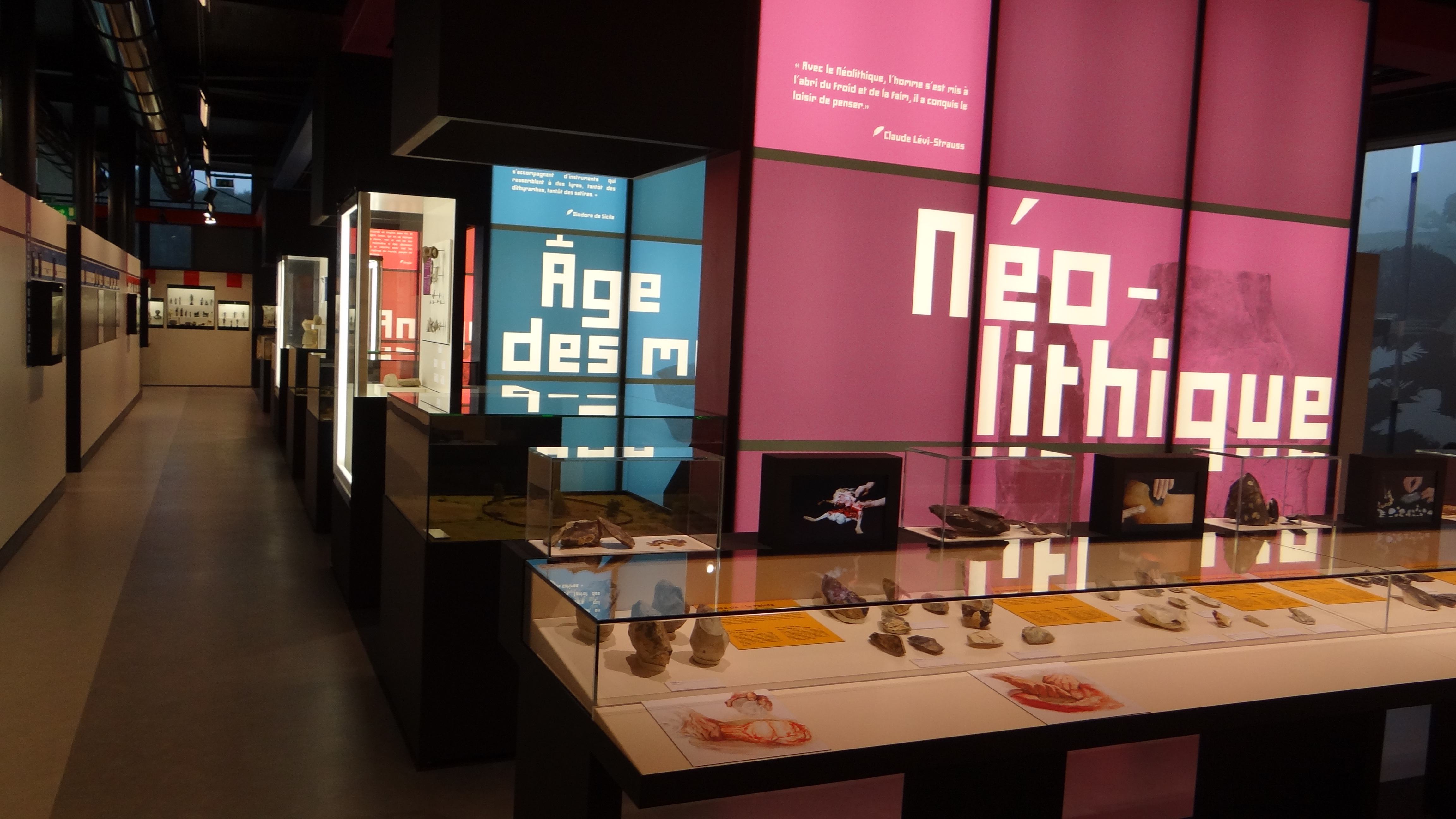
Salle d'exposition permanente
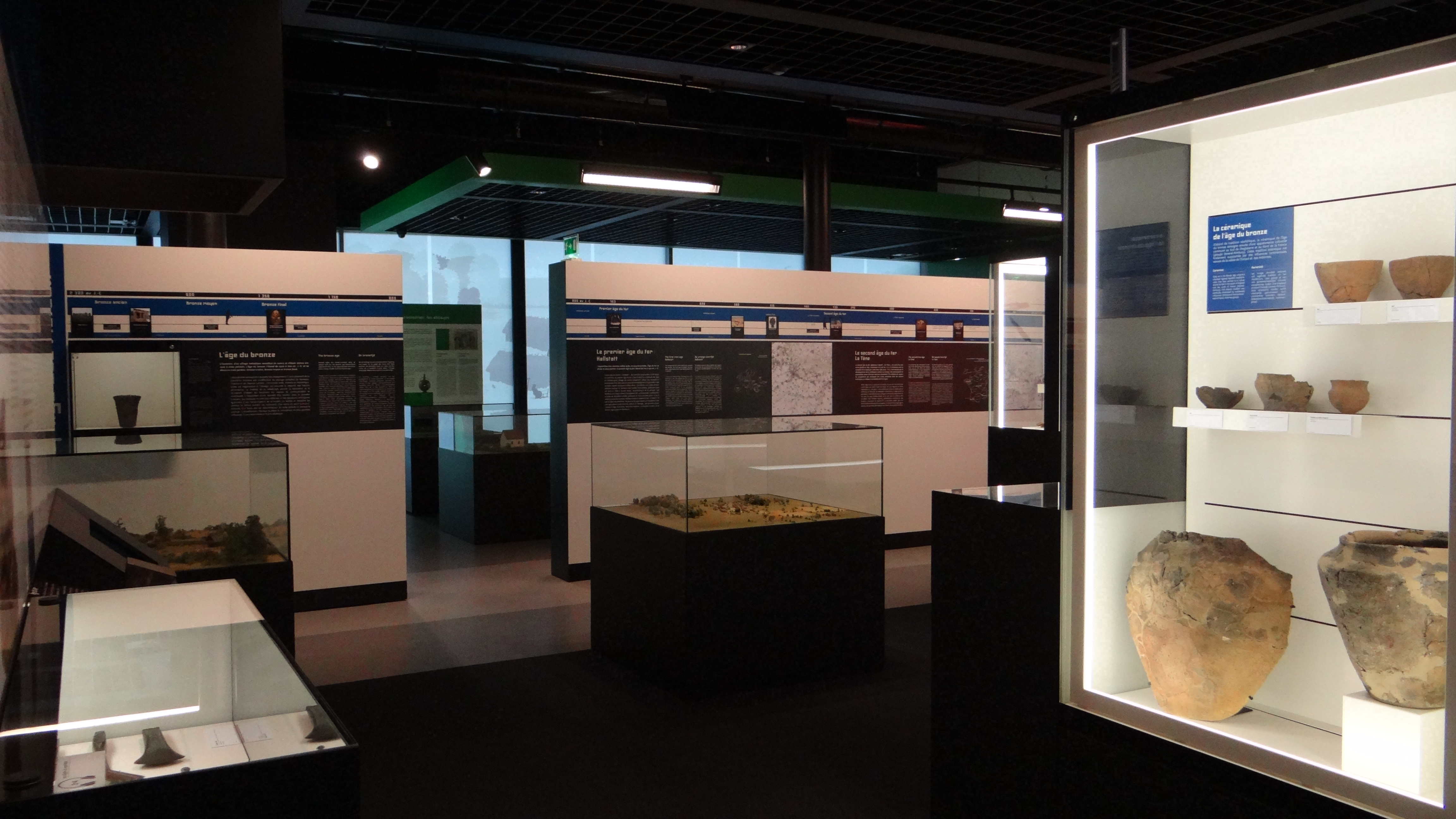

## Fréquentation
Fréquentation annuelle 

45 000 (2023)